# Muppala Lakshmana Rao
Muppala Lakshmana Rao, ps. „Ganapathy” (ur. 16 czerwca 1949) – indyjski polityk i partyzant, znany z aktywności w ruchu naksalickim. Pochodzi z południa kraju. Pierwotnie był nauczycielem, wcześnie zaangażował się w działalność polityczną w ramach organizacji maoistowskich. Wstąpił do Komunistycznej Partii Indii (Marksistowsko-Leninowskiej) Wojny Ludowej, od 1992 kierował tą formacją. Stał za ruchami integracyjnymi na indyjskiej skrajnej lewicy, był sekretarzem generalnym Komunistycznej Partii Indii (Maoistowskiej) do 2018. Teoretyk indyjskiego maoizmu, zwolennik zbrojnej walki z państwem indyjskim oraz obrońca ludności plemiennej. Znajduje się na liście najbardziej poszukiwanych indyjskich przestępców.

## Życiorys

### Pochodzenie i kontekst społeczny
Muppala Lakshmana Rao pochodzi z wioski Birpur, położonej w dystrykcie Karimnagar w dzisiejszym południowoindyjskim stanie Telangana. Urodził się 16 czerwca 1949, w rodzinie rolniczej. Należy do społeczności Velama, która w ramach tradycyjnego porządku warnowego zaliczana jest ona do śudrów. Cieszy się niemniej znacznym prestiżem społecznym, między innymi jako grupa, z której wywodzą się niektórzy posiadacze ziemscy w regionie.
Jego rodzinne okolice są miejscem o długoletnich tradycjach radykalnej lewicy, włączając to powstanie zbrojne wywołane przez wciąż jeszcze zjednoczoną Komunistyczną Partię Indii (1946–1951). Formacja ideologiczna przyszłego partyzanta i polityka rozpoczęła się wcześnie, a wpływ na nią miały do pewnego stopnia również więzy rodzinne. Pod głębokim wpływem literatury rewolucyjnej znajdowali się też jego dwaj bracia.

### Młodość oraz początki aktywności politycznej
Rao kształcił się w szkole w Jagtial, następnie podjął studia w S.R.R. College w Karimnagarze, które ukończył w 1970. Następnie pracował jako nauczyciel w Zilla Parishad High School w Elgandal (1971–1974). Zajęcie to porzucił i podjął studia w Government College of Education w Warangal (1974–1975). Tam też zaangażował się w życie polityczne, w szeregach związanej z maoistami Radical Students Union. Na jego formację intelektualną znaczny wpływ wywarł dalita K.G. Satyamurthy. Po wprowadzeniu stanu wyjątkowego (1975) aresztowany, wyszedł z więzienia po trzynastu miesiącach, w początkach 1977. Krótko później został aresztowany ponownie, zwolniony za kaucją w 1979, w tym samym roku zszedł do podziemia.

### Działalność w ruchu naksalickim
Muppala Lakshmana Rao szybko stał się istotną postacią w ruchu naksalickim. Mianem tym określa się zbiorczo szereg indyjskich partii komunistycznych, które za swą ideologię przyjęły dopasowaną do warunków indyjskich wersję maoizmu. Ugrupowania te odwołują się do dziedzictwa powstania chłopskiego w Naxalbari w Bengalu Zachodnim z 1967. Wstąpił w szeregi jednej z takich grup, mianowicie Komunistycznej Partii Indii (Marksistowsko-Leninowskiej) Wojny Ludowej (CPI-ML-PW). Pokonywał w niej kolejne szczeble w hierarchii partyjnej. W 1980 włączono go w skład komitetu dystryktu. Stanął następnie na czele struktur CPI-ML-PW w rodzinnym mieście. W 1987 został mianowany sekretarzem komitetu prowincjonalnego dla Andhry Pradesh, a w 1990 włączony do Centralnego Komitetu Organizacyjnego (CKO). W 1992 stanął na czele partii, uprzednio wykluczając z niej swego mentora Kondapalli Seetharamaiaha. Dojście Rao do władzy było częściowo następstwem walk fakcyjnych oraz wewnętrznych podziałów, które ujawniły się pierwotnie podczas spotkania CKO z sierpnia 1991, następnie zaś, już z pełną mocą, podczas partyjnego plenum z października 1991. Nie bez znaczenia dla wzmocnienia jego pozycji była też rosnąca presja ze strony indyjskich władz państwowych. Jedynie w 1992 w operacjach policji oraz finansowanych ze środków rządowych organizacji paramilitarnych zabito 248 działaczy oraz aresztowano przeszło 3400 z nich. Partia utraciła też znaczne ilości broni.
Kryzys wewnętrzny towarzyszący dojściu przezeń do władzy wymusił poważne zmiany w strategii partii. Pod jego przywództwem CPI-ML-PW przeszła do bardziej agresywnej walki partyzanckiej. Rao, uznawany za znakomitego organizatora, był również w stanie znacząco poszerzyć obszar, na którym partia działała, budując jej struktury w licznych stanach indyjskich, w tym w Tamilnadu, Kerali, Chhattisgarhu i Jharkhandzie. Reagował przy tym na przemiany zachodzące w bazie społecznej indyjskiego maoizmu. Stopniowo program polityczny kierowanej przezeń formacji zaczął się koncentrować na obronie najuboższych i najbardziej dyskryminowanych warstw społecznych, zwłaszcza ludności plemiennej. Starano się im zapewniać poczucie przynależności do wspólnoty oraz traktowano jak pełnoprawne istoty ludzkie. Chroniono gęsto zalesione zamieszkane przez nich terytoria oraz zapewniano im wyższe dochody ze sprzedaży dostarczanych przez nich produktów. Na terenach kontrolowanych przez partię tworzono dla nich zręby infrastruktury społecznej, wypełniając w ten sposób lukę pozostawioną przez państwo. Otwierano szkoły, zapewniano również miejscowej ludności dostęp do systemu sądownictwa. Jednym z kluczowych zadań dla partii w owym okresie stał się opór wobec eksploatacji bogatych w surowce terytoriów plemiennych. Starano się także pozyskać wsparcie od zamieszkałych w miastach przedstawicieli mniejszości religijnych, zagrożonych szybkim wzrostem znaczenia nacjonalistycznej hinduskiej prawicy.
Muppala Lakshmana Rao przyczynił się do profesjonalizacji i znacznej rozbudowy zbrojnego ramienia partii, People’s Liberation Guerilla Army (PLGA). Stał za ruchami integracyjnymi na indyjskiej skrajnej lewicy. Za najważniejsze posunięcie tego typu uważa się połączenie CPI-ML-PW z Maoistowskim Komunistycznym Centrum Indii (MCCI) w 2004. Stanął następnie na czele powstałej w ten sposób Komunistycznej Partii Indii (Maoistowskiej). Był architektem zdecydowanego zintensyfikowania podejmowanych przez nią działań zbrojnych. W związku z tym właśnie na początku XX w. premier Manmohan Singh określił naksalitów mianem największego zagrożenia dla bezpieczeństwa wewnętrznego Indii. Rao sekretarzem generalnym CPI (M) był do 2018. Ustąpił wówczas w związku z pogarszającym się stanem zdrowia. Jego rolę przejął Nambala Keshava Rao. Pozostał przy tym członkiem najwyższych władz partyjnych, utrzymując miejsce w Biurze Politycznym.

### Spuścizna i wizerunek publiczny
Rao jest jednym z teoretyków indyjskiego maoizmu. Państwo indyjskie w jego współczesnej formie uważa za pozostającą na usługach międzynarodowego kapitału farsę, która powinna być zwalczana zbrojnie. Ceni się go za zdolności przywódcze. Nie zbudował przy tym wokół siebie kultu jednostki, co odróżnia go na przykład od Prachandy, szefa maoistów nepalskich. Jego rządy opierały się przede wszystkim na grupie zaufanych współpracowników z wyższego aparatu partyjnego, nie wykorzystywały raczej osobistej charyzmy. Nawiązał różnorodne kontakty. Na arenie międzynarodowej objęły one kontakty z grupami zbrojnymi na Filipinach, lankijskimi Tamilskimi Tygrysami (LTTE), czy nepalską Komunistyczną Partią Nepalu (Maoistowską). W kontekście wewnątrzkrajowym zaliczały się do nich między innymi relacje z partyzantami z północnego wschodu Indii. Odgrywał znaczącą rolę w gromadzeniu funduszy niezbędnych do prowadzenia tak walki zbrojnej, jak i aktywności politycznej. Tylko w 2007 udało mu się z różnych źródeł pozyskać blisko 3 miliardy rupii. Rao znany jest pod wieloma pseudonimami. W literaturze wymienia się na przykład takie jak Ramanna, Srinivas czy  Chadrasekhar. Ze wszystkich używanych przezeń przydomków najbardziej powszechny jest prawdopodobnie Ganapathy.
Muppala Lakshmana Rao znany jest z dużej ostrożności oraz z doskonałego dostosowania się do warunków życia w konspiracji. Regularnie zmienia swe miejsce pobytu, skutecznie unikając schwytania przez krajowe organy ścigania. Widywano go przy tym w rozmaitych miastach subkontynentu, w tym w Hajdarabadzie, Kalkucie, czy też w Koczinie. Ma w związku z tym reputację nieuchwytnego. Jedynie z rzadka kontaktuje się z mediami, zazwyczaj odpowiadając na kierowane doń pytania przy użyciu korespondencji elektronicznej. W styczniu 2010 wszelako udzielił obszernego wywiadu szwedzkiemu pisarzowi i marksiście Janowi Myrdalowi.
Uważany jest za niekwestionowanego przywódcę maoistów indyjskich. Znajduje się na liście najbardziej poszukiwanych przestępców indyjskiej National Investigation Agency (NIA). Za informacje pomocne w jego schwytaniu wyznaczono nagrodę w wysokości miliona pięciuset tysięcy rupii. Nagrody za pomoc w jego schwytaniu wyznaczyły też policje w wielu indyjskich stanach. Łącznie opiewają one na przeszło 30 milionów rupii. Pomimo swojej niezaprzeczalnie istotnej roli, którą odgrywa na skrajnej lewicy indyjskiego spektrum politycznego, uznawany jest za postać o co najwyżej regionalnym znaczeniu i wpływach.

## Życie prywatne
Poślubił Saraswathi, kobietę również aktywną w maoistowskich strukturach partyjnych. Para doczekała się syna.